# Portmagee
Portmagee (An Caladh in gaelico irlandese) è un piccolo villaggio costiero del Kerry, nel sud-ovest dell'Irlanda, situato in una zona molto particolare, lo stretto braccio di mare tra Iveragh, sulla quale giace l'abitato, e Valentia Island, distante pochi metri.
Il nome gaelico significa semplicemente 'il traghetto', in riferimento al fatto che il villaggio è uno dei punti di accesso sulla vicina isola: oltre alle imbarcazioni, c'è da tempo uno stretto e caratteristico ponte che collega Portmagee a Valentia.

## Storia
Portmagee o Magee's Port, com'era conosciuta, deve il nome ad uno dei più noti contrabbandieri del XVIII secolo, il Capitano Theobald Magee, dato che il nome originario in lingua inglese significa proprio "Porto di Magee".
Avendo servito nell'armata di Re Giacomo come ufficiale, Magee si ritirò a vita privata dopo gli anni nella marina intraprendendo la carriera di mercante navigando spesso tra Francia, Portogallo ed Irlanda. In breve tempo la sua attività si inclinò sempre più verso il contrabbando, favorito anche dall'intricata natura geografica della costa sud-occidentale irlandese, commerciando prevalentemente tessuti, tabacco e tè e sfuggendo spesso alle forze di polizia impegnate a contrastarlo ma con notevoli difficoltà, mentre i suoi profitti erano notevoli. Sposò Mrs. Bridget Morgell, vedova di un ricco mercante di Dingle, oltre che figlia dell'allora MP del Kerry, Mr. Thomas Crosby.
La parentela acquisita col miglior contrabbandiere del momento dovette aver creato notevoli problemi a Crosby e si sospetta che la morte di Magee in un monastero a Lisbona sia stata il frutto di un esilio imposto dal suocero. Morte inutile, perché la moglie e i figli continuarono con profitto l'attività di Magee.

## Economia
Oggi Portmagee non è più un villaggio mercantile. Basatosi nei tempi successivi esclusivamente sulla pesca e le attività marittime, sta conoscendo ultimamente una riscoperta grazie al turismo: 
Il ponte che collega il villaggio all'apprezzatissima Valentia Island rende il passaggio dentro il centro abitato forzato. Sono sorti quindi in breve tempo vari alloggi per turisti, pub e ristoranti, spesso affacciati sul canale omonimo con vista sulla vicinissima isola.
Portmagee è, inoltre, una delle poche località da cui partono imbarcazioni per visitare la remota Skellig Michael, isola patrimonio dell'umanità UNESCO di notevole fascino ma dalle visite ristrette per la sua conservazione.